# Шлоссберг, Джек
Джон Бувье Кеннеди Шлоссберг (англ. John Bouvier Kennedy Schlossberg, род. 19 января 1993 года) — американский юрист, сын посла США в Австралии Кэролайн Кеннеди. Он единственный внук Джона Ф. Кеннеди, 35-го президента Соединенных Штатов, и бывшей первой леди Жаклин Бувье Кеннеди. 

## Ранние годы
Джон Бувье Кеннеди Шлоссберг родился в Нью-Йорке 19 января 1993 года младшим из трех детей Кэролайн Кеннеди и Эдвина Шлоссберга. Он был назван в честь своего деда по материнской линии Джона Ф. Кеннеди и прадеда Джона Верну Бувье III. У Шлоссберга есть две старшие сестры, Роза и Татьяна. Отец Шлоссберга происходит из ортодоксальной еврейской семьи украинского происхождения, а его мать — католичка ирландского, французского, шотландского и английского происхождения. Он был воспитан по религии своей матери, и также соблюдает еврейские традиции и праздники. Будучи единственным внуком Джона и Жаклин Кеннеди, Шлоссберг стал единственным выжившим потомком мужского пола из ближайших родственников Кеннеди после того, как его дядя по материнской линии, Джон Ф. Кеннеди-младший, погиб в авиакатастрофе в 1999 году.
В восьмом классе он стал соучредителем некоммерческой организации ReLight New York, которая собрала более 100 000 долларов на установку компактных люминесцентных ламп в жилых комплексах с низким доходом. В 2011 году он окончил Университетскую школу в Верхнем Вест-Сайде Манхэттена. Его класс избрал его выступить с речью на церемонии открытия. Шлоссберг учился в Йельском университете, который окончил в 2015 году со степенью по истории Японии. Находясь там, он писал статьи для газет Yale Daily News и Yale Herald. Он прошел подготовку техника скорой медицинской помощи (EMT) и работал летом на уборке токсичных отходов с загрязненных участков в Массачусетсе. Осенью 2017 года Шлоссберг поступил в Гарвардскую юридическую школу. Он участвовал в совместной программе получения докторской степени философии и магистра права Гарвардской школы права и Гарвардской школы бизнеса. В феврале 2022 года получил степени доктора права и магистра делового администрирования.

## Карьера
В сентябре 2012 года, когда его спросили о политической карьере, 19-летний Шлоссберг сказал: Политика определенно интересует меня. Меня больше всего интересует государственная служба. В 2017 году он был включен в список «Самых стильных» по версии Vanity Fair.
В октябре 2015 года, после окончания Йельского университета, Шлоссберг начал работать в Rakuten, японской интернет-компании и компании электронной коммерции в Токио. Он встретился с Хироси Микитани, генеральным директором Rakuten, во время посещения Сендая, сопровождая Кэролайн по служебным делам.
В 2016 году он работал в Государственном департаменте США и японской ликероводочной компании Suntory.
В ноябре 2013 года Шлоссберг присутствовал на ужине, посвященном вручению Медали Свободы в ознаменование 50-й годовщины смерти своего деда, где он представил президента Барака Обаму. Он является членом комитета по присуждению премии New Frontier Библиотеки Джона Ф. Кеннеди, для которого он выступал в качестве ведущего премии. Он входит в комитет премии «Профиль в мужестве» и был ведущим церемонии 2014 года.
Шлоссберг несколько раз появлялся на публике в Японии и США, сопровождая свою мать Кэролайн по служебным делам, когда она занимала пост посла США в Японии с 2013 по 2017 год. 10 апреля 2016 года он и Кэролайн поприветствовали тогдашнего президента США. Госсекретарь Джон Керри, прибывший на авиабазу Корпуса морской пехоты Ивакуни в префектуре Ямагути для участия во встрече министров иностранных дел G7 в префектуре Хиросима.
В ноябре 2017 года он вручил премию New Frontier конгрессмену США Карлосу Курбело (штат Флорида) и Мэй Бойв, исполнительному директору 350.org.
11 мая 2018 года Шлоссберг дебютировал в роли офицера Джека Хаммера в финале восьмого сезона телешоу «Голубая кровь».